# فورديس
فورديس (بالإنجليزية: Fordyce, Arkansas)‏ هي مدينة تقع في مقاطعة دالاس بولاية أركنساس في الولايات المتحدة. تبلغ مساحة هذه المدينة 17.1 (كم²)، وترتفع عن سطح البحر 87 م، بلغ عدد سكانها 4799 نسمة في عام 2000 حسب إحصاء مكتب تعداد الولايات المتحدة.

## التركيبة السكانية
حدّد مكتب تعداد الولايات المتحدة بيانات التركيبة السكانية لفورديس في تعداد الولايات المتحدة. في ما يلي، التركيبة السكانية حسب تعدادي 2000 و2010.

### تعداد عام 2000
بلغ عدد سكان فورديس 4,799 نسمة بحسب تعداد عام 2000، وبلغ عدد الأسر 1,737 أسرة وعدد العائلات 1,186 عائلة مقيمة في المدينة. في حين سجلت الكثافة السكانية 271.7 نسمة لكل كيلومتر مربع (703.7/ميل2). وبلغ عدد الوحدات السكنية 2,024 وحدة بمتوسط كثافة قدره 114.6 لكل كيلومتر مربع (296.8/ميل2).
وتوزع التركيب العرقي للمدينة بنسبة 48.61% من البيض و49.66% من الأمريكيين الأفارقة و0.19% من الأمريكيين الأصليين و0.42% من الأمريكيين ذوي الأصول الآسيوية و0.75% من الأعراق الأخرى و0.38% من عرقين مختلطين أو أكثر و1.19% من الهسبانيون أو اللاتينيون من أي عرق.
بلغ عدد الأسر 1,737 أسرة كانت نسبة 37.9% منها لديها أطفال تحت سن الثامنة عشر تعيش معهم، وبلغت نسبة الأزواج القاطنين مع بعضهم البعض 46.4% من أصل المجموع الكلي للأسر، ونسبة 17.5% من الأسر كان لديها معيلات من الإناث دون وجود شريك،  بينما كانت نسبة 4.4% من الأسر لديها معيلون من الذكور دون وجود شريكة وكانت نسبة 31.7% من غير العائلات. تألفت نسبة 28.6% من أصل جميع الأسر من عدة أفراد يعيشون في نفس المنزل ونسبة 13.4% كانت تتألف من شخص يعيش بمفرده يبلغ من العمر 65 عاماً أو أكثر. وبلغ متوسط حجم الأسرة المعيشية 2.51، أما متوسط حجم العائلات فبلغ 3.09.
بلغ العمر الوسطي للسكان 35.6 عاماً. وكانت نسبة 25.3% من القاطنين تحت سن الثامنة عشر، وكانت نسبة 7.9% بين الثامنة عشر والرابعة والعشرين عاماً، ونسبة 23.5% كانت واقعةً في الفئة العمرية ما بين الخامسة والعشرين والرابعة والأربعين عاماً، ونسبة 20.5% كانت ما بين الخامسة والأربعين والرابعة والستين، ونسبة 13.8% كانت ضمن فئة الخامسة والستين عاماً فما فوق. يوجد لكل 100 أنثى 86.1 ذكر، ويوجد لكل 100 أنثى في الثامنة عشر من عمرها فما فوق 84.5 ذكر.
بلغ متوسط دخل الأسرة في المدينة 23,297 دولارًا، أما متوسط دخل العائلة فبلغ 30,120 دولارًا. وكان متوسط دخل الذكور 24,971 دولارًا مقابل 15,553 دولارًا للإناث. وسجل دخل الفرد الخاص بالمدينة 12,118 دولارًا. وكانت نسبة 16.2% من العائلات ونسبة 22.3% من السكان تحت خط الفقر، وكان من هؤلاء نسبة 29.5% تحت سن الثامنة عشر ونسبة 19.3% في الخامسة والستين من العمر وما فوق.

### تعداد عام 2010
بلغ عدد سكان فورديس 4,300 نسمة بحسب تعداد عام 2010، وبلغ عدد الأسر 1,628 أسرة وعدد العائلات 1,070 عائلة مقيمة في المدينة. في حين سجلت الكثافة السكانية 243.5 نسمة لكل كيلومتر مربع (630.7/ميل2). وبلغ عدد الوحدات السكنية 1,921 وحدة بمتوسط كثافة قدره 108.8 لكل كيلومتر مربع (281.8/ميل2).
وتوزع التركيب العرقي للمدينة بنسبة 43.28% من البيض و53.35% من الأمريكيين الأفارقة و0.53% من الأمريكيين الأصليين و0.26% من الأمريكيين ذوي الأصول الآسيوية و0.02% من سكان جزر المحيط الهادئ و1.30% من الأعراق الأخرى و1.26% من عرقين مختلطين أو أكثر و2.58% من الهسبانيون أو اللاتينيون من أي عرق.
بلغ عدد الأسر 1,628 أسرة كانت نسبة 33.5% منها لديها أطفال تحت سن الثامنة عشر تعيش معهم، وبلغت نسبة الأزواج القاطنين مع بعضهم البعض 40.3% من أصل المجموع الكلي للأسر، ونسبة 19.8% من الأسر كان لديها معيلات من الإناث دون وجود شريك،  بينما كانت نسبة 5.6% من الأسر لديها معيلون من الذكور دون وجود شريكة وكانت نسبة 34.3% من غير العائلات. تألفت نسبة 30.2% من أصل جميع الأسر من عدة أفراد يعيشون في نفس المنزل ونسبة 13.4% كانت تتألف من شخص يعيش بمفرده يبلغ من العمر 65 عاماً أو أكثر. وبلغ متوسط حجم الأسرة المعيشية 2.40، أما متوسط حجم العائلات فبلغ 2.97.
بلغ العمر الوسطي للسكان 39.4 عاماً. وكانت نسبة 26.1% من القاطنين تحت سن الثامنة عشر، وكانت نسبة 8.8% بين الثامنة عشر والرابعة والعشرين عاماً، ونسبة 22.1% كانت واقعةً في الفئة العمرية ما بين الخامسة والعشرين والرابعة والأربعين عاماً، ونسبة 25.7% كانت ما بين الخامسة والأربعين والرابعة والستين، ونسبة 17.3% كانت ضمن فئة الخامسة والستين عاماً فما فوق. وتوزع التركيب الجنسي للسكان بنسبة 48.6% ذكور و51.4% إناث.

## أعلام
- جيمس إتش كون
- راي إي. بورتر
- بير برايانت
- كوري كار

## وصلات خارجية
- The US50 - Cities and Towns in Arkansas State
- 2012 United States Census Estimate